# Yukihiko Sato
Yukihiko Sato (佐藤 由紀彦, Sato Yukihiko) est un footballeur japonais né le 11 mai 1976 à Fuji (Shizuoka).